# Liviu Petrișor Dinu
Liviu Petrișor Dinu (n. 18 mai 1970, Slatina, Olt, România) este un matematician și informatician român, expert în lingvistică computațională, profesor universitar doctor habilitat la Universitatea din București, Facultatea de Matematică și Informatică, Departamentul Informatică, președinte onorific al Olimpiadei de Lingvistică din România „Solomon Marcus” între anii 2018-2020, membru al Institutului de Cercetări al Universității din București (ICUB) și director al Centrului de Cercetări și Tehnologii ale Limbajului din cadrul Universității din București.

## Educație

### În România
Liviu Petrișor Dinu a urmat cursurile școlii generale în comuna Cârlogani, apoi Liceul „Ion Minulescu” din Slatina. În 1989 și-a început studiile la Facultatea de Matematică și Informatică, specializarea Informatică, din cadrul Universității din București, pe care a absolvit-o în 1994, cu lucrarea de licență „Probleme de colorare în grafuri”. În perioada 1995-1996 a urmat studii de masterat la aceeași facultate, absolvite cu lucrarea de dizertație „Alfabetul silabelor”. Începând cu anul 1998, a urmat studii de doctorat, fianlizate în 2003, pe data de 15 decembrie, când a obținut titlul de doctor în informatică la Universitatea din București, cu teza de doctorat „Aspecte cantitative în studiul limbajelor”, realizată sub coordonarea profesorului academician Solomon Marcus.
Pe 18 februarie 2015 a susținut teza de abilitare cu titlul „Similarity and Decision Problems in Computational Linguistics” la Universitatea din București și a obținut titlul de doctor habilitat.

### În străinătate
Pe lângă studiile universitare și post-universitare din țară, Liviu Petrișor Dinu a urmat o serie de specializări în străinătate și a beneficiat de burse de cercetare, în special în perioada doctorală și post-doctorală în țări precum Cehia, Spania, Franța, Suedia, Anglia, Finlanda, Italia, Germania, Canada, Austria. În 2001 a fost cercetător invitat la Universitatea din Trieste, Italia. A urmat anual, începând cu anul 2005, mai multe stagii scurte de cercetare la universitățile din Trieste, Bologna, Hamburg și Valencia. În 2005 s-a clasificat primul pentru bursa Advanced NATO Fellowship, în secția Technology, Engineering and Information Science, bursă ce s-a concretizat în studii de specilaizare în perioada mai-octombrie la Universitatea din Trieste, Italia, Departamentul de Matematică și Informatică, coordonată de Andrea Sgarro, cercetător și profesor în cadrul Departamentului de Matematică și Geoștiință al Universității din Trieste.

## Carieră universitară
Între anii 1994-1998, Liviu Petrișor Dinu a lucrat ca cercetător asistent la Institutul Național de Cercetare-Dezvoltare pentru Microtehnologie (IMT) din București. Tot din 1994, a predat cursuri la Facultatea de Matematică și Informatică, Departamentul Informatică, din cadrul Universității din București, până în 2001, când a ocupat prin concurs poziția de asistent universitar, avansând apoi prin concurs lector în 2004 și conferențiar în 2008 la aceeași facultate. Începând cu anul 2015, este profesor la Universitatea din București, Facultatea de Matematică și Informatică, Departamentul Informatică și membru al Școlii Doctorale de Informatică, Facultatea de Matematică și Informatică, iar din 2019 este membru al Școlii Doctorale Interdisciplinare a aceleiași universități. În 2017 a înființat Centrul de Cercetări și Tehnologii ale Limbajului (al cărui director este în prezent) în cadrul Universității din București, o echipă de cercetare în domeniul procesării limbajului natural și al lingvisticii computaționale.  În 2019 a contribuit activ la formarea masteratului de Digital Humanities (în limba engleză) în cadrul Facultății de Limbi și Literaturi Străine, Universitatea din București, desfășurat în cooperare cu Universitatea din Hamburg și Universitatea din Pavia. Începând cu anul 2020, coordonează un program de masterat în limba engleză în Procesarea Limbajului Natural la Universitatea din București. Pe lângă cursurile de specialitate susținute la Universitatea din București, la Facultatea de Litere (master Lingvistică Teoretică), Facultatea de Limbi și Literaturi Străine (master Digital Humanities), Facultatea de  Psihologie și Științele educației (secția Științe Cognitive), Liviu Petrișor Dinu a fost solicitat să predea și la Universitatea de Vest din Timișoara, un program de masterat intitulat Inteligență Artificială, în cadrul Facultății de Matematică și Informatică. Este membru în Consiliul Științific și de Etică în Inteligență Artificială, din cadrul Ministerului Cercetării, Inovării și Digitalizării.

## Activitate științifică și de cercetare
Liviu Petrișor Dinu își desfășoară activitatea de cercetare concentrată în special asupra Lingvisticii Computaționale, Procesării Limbajului Natural (NLP) și Prelucrării Informațiilor. A realizat o amplă abordare computațională a lingvisticii istorice (identificarea protocuvintelor, a perechilor cognate, a împrumuturilor și a direcției de împrumut, schimbări semantice), numeroase studii despre similaritatea limbilor naturale analizate la nivel fonetic, semantic, sintactic și etimologic, stilistică computațională, stabilirea paternității textelor cu autor controversat, a datei la care a fost scris un text, elaborarea de instrumente și resurse computaționale pentru limba română (silabificare automată, conjugare automată a verbelor, crearea de baze de date de emoții pentru limba română), analiza limbajului peiorativ, aplicatii in psihologie (analiza depresiei, a bolilor mintale în general), analiza limbajului ofensiv, simplificarea textelor, analiza similarității lanțurilor ADN, rank distance, pe care le-a prezentat la diverse conferințe naționale și internaționale, precum Conferința Internațională din Hisarea, Bulgaria (2013) despre cele mai recente progrese înregistrate în domeniul procesării limbajului natural, cu articolele „A Dictionary-Based Approach for Evaluating Orthographic Methods in Cognates Identification” scris împreună cu Alina Maria Ciobanu și „Temporal Text Classification for Romanian Novels set in the Past” scris împreună cu Alina Maria Ciobanu, Octavia-Maria Șulea, Anca Dinu și Vlad Niculae. În septembrie 2023, a participat la Conferința Societății Spaniole de Procesare a Limbajului Natural (SEPLN 2023), cu articolul „Automated Text Identification Using CNN and Training Dynamics”, scris împreună cu Claudiu Creangă. Este editor asociat la Frontiers in Artificial Intelligence, secția Natural Language Processing.

### Domenii de cercetare (selecție)
Abordări computaționale ale lingvisticii istorice. Liviu Petrișor Dinu a introdus o metodă nouă de determinare a protocuvintelor latinești din care au provenit cuvintele din limbile romanice moderne. Pornind de la perechile cognates (cuvinte cu sens comun și care provin din același strămoș) din limbile romanice moderne, metoda se bazează pe utilizarea unui ansamblu care combină listele de protocuvinte obținute prin aplicarea unei tehnici de învățare automată (CRF) pe fiecare limbă în parte. A introdus RoBoCoP (ROmance BOrrowing COgnate Package), cea mai mare bază de date de cuvinte înrudite (cognate și împrumuturi) dintre oricare două limbi romanice (română, italiană, franceză, portugheză, spaniolă) prin procesarea principalelor dicționare electronice ce conțin informații etimologice ale acestor limbi. Această bază de date conține un număr total de 125.598 de cuvinte și un număr total de 90.853 de perechi de cognați. A studiat probleme dificile ale lingvisticii istorice și a propus soluții computaționale eficiente pentru identificarea perechilor cognate dintre două limbi, pentru discriminarea dintre împrumuturi și cognates, dintre împrumuturi și moșteniri. Totodată, a investigat divergența semantică și a propus un algoritm care semnalează când un cuvânt dintr-o anumită limbă și-a schimbat sensul, în comparație cu cognates ai săi dintr-o limbă soră.
Similaritatea limbilor naturale. Pe lângă gruparea limbilor în familii filogenetice, a studiat gradul de asemănare dintre două limbi, pe baza a trei abordări: fonetică, lexicală și sintactică.
Analiza computațională a unor probleme de morfologie și fonologie ale limbii române. A propus abordări computaționale bazate pe reguli și învățare automată pentru: silabificarea cuvintelor din limba română, determinarea accentului, conjugarea verbelor și analiza genului substantivelor din limba română.
Rank distance. Pornind de la căutarea  unei metrici adecvate care să fie utilizată în analiza similarității limbajului natural, a propus o nouă metrică numită Rank distance. Pe lângă aplicațiile din lingvistică, aceasta s-a dovedit eficientă și în alte zone, cum ar fi bioinformatica sau recunoașterea cifrelor scrise de mână. În unele lucrări, este numită și „Dinu rank distance”.
Stilistica computațională. A propus o nouă tehnică de identificare a autorului și a analizat o serie de controverse din literatură (inclusiv din literatura română). De asemenea, a investigat și alte teme, cum ar fi analiza vocilor personajelor, cât de „anonime” sunt lucrările anonimizate trimise la conferințe, evoluția ideilor științifice, evoluția stilistică în timpul schimbării regimului politic, a studiat problemele de traducere și detectarea pastișelor.
Aplicații în psihologie. A diferențiat mesajele optimiste de cele pesimiste din rețelele de socializare, a investigat relația dintre limbajul agresiv și depresie, a analizat depresia și detectarea ei timpurie din textele scrise de utilizatori.                     

### Cărți
Liviu Petrișor Dinu este autorul a două cărți în domeniul lingvisticii computaționale. În 2004, a publicat cartea Metode formale și de clasificare în lingvistica matematică și computațională (Editura Universității din București), în care prezintă rezultatele cercetărilor personale referitoare la raporturile dintre optimalitatea lungimii propozițiilor și comprehensibilitatea textelor. Totodată, un element inovator îl constituie algoritmul propus de autor și utilizat în prezent pentru despărțirea în silabe a cuvintelor din limba română. Cea de-a doua carte a sa, Rank Distance and Applications, a fost publicată în 2010, tot la Editura Universității din București. Împreună cu Anca Dinu, Mădălina Chitez și Mihnea Dobre, este editor al volumului Recent Advances in Digital Humanities: Romance Language Applications, publicat în 2002 la editura Peter Lang din Berlin.

### Capitole în cărți
Liviu Petrișor Dinu este coautor a 8 capitole în cărți (dintre care șapte în domeniul lingvisticii computaționale și unul în bioinformatică).
- Liviu P. Dinu, Alina Cristea, Anca Dinu, Simona Georgescu, Andrea Sgarro, Ana Uban și Laurențiu Zoicaș, 2022. „On the asymmetric intelligibility between Italian and Romanian”. În A Life in Linguistics, editori: G. Alboiu, D. Isac, A. Nicolae, M. Tănase-Dogaru, A. Tigău. Editura Universității din București (ISBN: 978-606-16-1355-7), p. 207-216
- Liviu P. Dinu, 2022. „Some Issues on Data Ethics in Computational Linguistics”. În EthicAI=LABS, coordonator Adriana Rangelova. Sofia: DA LAB Foundation/Goethe-institut Sofia (ISBN: 978-619-91242-4-6), p. 81-84
- Alina Cristea, Anca Dinu, Liviu P. Dinu, Simona Georgescu, Ana Uban, 2021. „Computer-assisted methods in historical linguistics”. În Heritage in the digital era. Cases and Best Practices from Romania, coordonatori: Mihai Dascălu și Bogdan Șandric. București, Editura ProUniversitaria (ISBN: 978-606-26-1486-7), p. 41-57
- Ana Uban, Alina Ciobanu, Liviu P Dinu, 2021. „Cross-lingual laws of semantic change”. În Computational Approaches to Semantic Change, editori: Nina Tahmasebi, Lars Borin, Adam Jatowt, Yang Xu, Simon Hengchen. Berlin, Language Science Press. (ISBN: 978-3-96110-312-6), p. 219-260

- Liviu P. Dinu, Octavia-Maria Șulea, 2013. „Theoretical and Computational Aspects of Romanian Morphology”. În Towards Multilingual Europe 2020: A Romanian perspective, Editori: Dan Tufiș, Vasile Rus, Corina Forăscu. Editura Academiei Române (ISBN: 978-973-27-2282-4.), p. 37-56
- Liviu P. Dinu, Denis Enăchescu, 2007. „Languages Similarity: Measuring and Testing”. În Recent Advances in Stochastic Modelling and Data Analysis, ed. Christos H. Skiadas. Publisher: World Scientific Publishing Co Pte Ltd. (ISBN: 13 978-981-270-968-4, ISBN: 10 981-270-968-1), p. 512-520
- Liviu P. Dinu, Denis Enăchescu, 2007. „On clustering Romance languages”. În Recent Advances in Stochastic Modelling and Data Analysis, editor: Christos H. Skiadas. World Scientific Publishing Co Pte Ltd. (ISBN: 13 978-981-270-968-4, ISBN: 10 981-270-968-1), p. 521-529
- Liviu P. Dinu și Andrea Sgarro, 2011. „Estimating Similarities in DNA Strings Using the Efficacious Rank Distance Approach”. În Systems and Computational Biology - Bioinformatics and Computational Modeling, Editor Ning-Sun Yang (ISBN: 978-953-307-875-5), InTech publisher, p. 121-138

### Selecție articole (coautor)
Liviu Petrișor Dinu este coautor a peste 170 de articole publicate în reviste științifice și volume ale conferințelor științifice internaționale, în perioada 1996-2024.
- Using Fine-tuned Models for Relation Extraction from Biomedical Literature. In Proceedings KES 2024, Sevilla, Spania, împreună cu Claudiu Creangă și Daniela Gifu
- Pater incertus? There is a Solution: Automatic Discrimination between Cognates and Borrowings for Romance Languages. În volumul The 2024 Joint International Conference On Computational Linguistics, Language Resources and Evaluation (LREC-COLING 2024), 20-25 mai, 2024, Torino, Italia, scris împreună cu Ana Sabina Uban, Ioan-Bogdan Iordache, Alina Maria Cristea, Simona Georgescu și Laurențiu Zoicaș
- Transformer based neural networks for emotion recognition in conversations. In Proceedings SemEval 2024 (cel de-al 18-lea atelier internațional despre evaluare semantică din Mexic, 2024, împreună cu Claudiu Creangă

- RoBoCoP: A Comprehensive ROmance BOrrowing COgnate Package and Benchmark for Multilingual Cognate Identification, In Proceedings of the 2023 Conference on Empirical Methods in Natural Language Processing (EMNLP 2023), p. 7610-7629, Singapore, decembrie 2023, scris împreună cu Ana Sabina Uban, Alina Maria Cristea, Anca Dinu, Bogdan Iordache, Simona Georgescu, Laurențiu Zoicaș
- It’s Just a Matter of Time: Detecting Depression with Time-Enriched Multimodal Transformers. In Proceedings ECIR 2023 (cea de-a 45-a conferință europeană ECIR din Dublin, Irlanda, 2-6 aprilie 2023, împreună cu Ana Maria Bucur, Adrian Cosma, Paolo Rosso
- An End-to-End Set Transformer for User-Level Classification of Depression and Gambling Disorder. In Proceedings CLEF 2022 (Working Notes), CEUR proceedings, vol. 3180, p. 851-863, Bologna, Italia, 5-8 septembrie 2022, împreună cu Ana Maria Bucur, Adrian Cosma, Paolo Rosso
- CoToHiLi: Computational Tools for Historical Linguistics. In Proceedings of the Annual Conference of the Spanish Association for Natural Language Processing: Projects and Demonstrations (SEPLN-PD2022) co-located with the 38th Conference of the Spanish Society for Natural Language Processing (SEPLN 2022), CEUR workshop proceedings, vol 3224, p. 31-34, A Coruña, Spania, 21-23 septembrie 2022, împreună cu Alina Cristea, Anca Dinu, Simona Georgescu, Ana Uban, Laurențiu Zoicaș
- UniRetro at PoliticEs@IberLef 2022: Political Ideology Profiling using Language Models. In Proceedings of the Iberian Languages Evaluation Forum (IberLEF 2022), co-located with the Conference of the Spanish Society for Natural Language Processing (SEPLN 2022), CEUR workshop proceedings, vol 3202, A Coruña, Spania, 20 septembrie 2022, împreună cu Andrei Manea
- Identifying Source-language Dialects in Translation. Mathematics 2022, 10(9), Special Issue on Natural Language Processing (NLP) and Machine Learning (ML) - Theory and Applications, 2022, împreună cu Sergiu Nisioi, Ana Sabina Uban
- An Exploratory Analysis of the Relation between Offensive Language and Mental Health. In Proceedings of The Joint Conference of the 59th Annual Meeting of the Association for Computational Linguistics and the 11th International Joint Conference on Natural Language Processing: Findings (ACL-IJCNLP Findings 2021), p. 3600-3606, Bangkok, Thailanda, online, 2-4 august 2021, scris împreună cu Ana-Maria Bucur și Marcos Zampieri
- Automatic Discrimination between Inherited and Borrowed Latin Words in Romance Languages. In Proceedings of 2021 Conference on Empirical Methods in Natural Language Processing (EMNLP 2021 - Findings), p. 2845-2855, Punta Cana, Republica Dominicană, 7-11 noiembrie 2021, scris împreună cu Alina Maria Cristea, Simona Georgescu, Mihnea-Lucian Mihai și Ana Sabina Uban
- Studying the Evolution of Scientific Topics and their Relationships. In Proceedings of The Joint Conference of the 59th Annual Meeting of the Association for Computational Linguistics and the 11th International Joint Conference on Natural Language Processing: Findings (ACL-IJCNLP Findings 2021), p. 1908-1922, Bangkok, Thailanda (online), 2-4 august 2021, scris împreună cu Ana Sabina Uban, Cornelia Caragea
- Automatic Reconstruction of Missing Romanian Cognates and Unattested Latin Words. In Proceediongs LREC 2020 (12th International Conference on Language Resources and Evaluation), p. 3226-3231, Marsilia, Franța, 11-16 mai 2020, scris împreună cu Alina Ciobanu și Laurentiu Zoicaș
- Automatic Identification and Production of Related Words for Historical Linguistics. Computational Linguistics, vol. 45, No. 4, p. 667-704, decembrie 2019, scris împreună cu Alina Ciobanu
- The Myth of Blind Review Revisited: Experiments on ACL vs. EMNLP. In Proceedings  of 2019 Conference on Empirical Methods in Natural Language Processing (EMNLP 2019), p. 2317–2327, Hong Kong, China, 3-7 noiembrie 2019, scris împreună cu Cornelia Caragea și Ana Uban
- Ab Initio: Latin Proto-word Reconstruction. In Proceedings of the 27th International Conference on Computational Linguistics (COLING 2018), p. 1604-1614, Santa Fe, SUA, 2018, scris împreună cu Alina Ciobanu
- Exploring Optimism and Pessimism in Twitter Using Deep Learning. In Proceedings of the 2023 Conference on Empirical Methods in Natural Language Processing (EMNLP 2018), p 652-658, Bruxelles, Belgia, 2018, scris împreună cu Cornelia Caragea și Bogdan Dumitru
- Towards a Map of the Syntactic Similarity of Languages, Proc. CICLing 2017, Budapesta, Ungaria, 2017 (15 pagini), împreună cu A. Ciobanu și A. Sgarro
- Exploring Neural Text Simplification Models, In Proceedings of the 55th Annual Meeting of the Association for Computational Linguistics (ACL (2) 2017), p. 85-91, Vancouver, Canada, 30 iulie-4 august 2017, scris împreună cu Sergiu Nisioi, Sanja Štajner și Simone Paolo Ponzetto
- Automatic Discrimination between Cognates and Borrowings, Proc. ACL (2) 2015 (la cea de-a 53-a conferință anuală a Asociației de Lingvistică Computațională), 26-31 iulie 2015, Beijing, China, p. 431-437, împreună cu A.M. Ciobanu
- An Etymological Approach to CrossLanguage Orthographic Similarity. Application on Romanian, Proc. EMNLP 2014 (Conferința despre metode empirice în procesarea limbajului natural), 25-29 octombrie 2014, Doha, Qatar, împreună cu A.M. Ciobanu
- Automatic Detection of Cognates Using Orthographic Alignment, Proc. ACL (2) 2014 (cea de-a 52-a conferință anuală a Asociației de Lingvistică Computațională), 22-27 iunie 2014, Baltimore, SUA, p. 99-105, împreună cu A.M. Ciobanu
- Predicting Romanian Stress Assignment, Proc. EACL 2014 (cea de-a 14-a conferință europeană a Asociației de Lingvistică Computațională), 26-30 aprilie 2014, Göteborg, Suedia, p. 64-68, împreună cu A.M. Ciobanu
- Temporal Text Ranking and Automatic Dating of Texts. In Proceedings EACL 2014 (the 14th Conference of the European Chapter of the Association for Computational Linguistics), Göteborg, Suedia, p. 17-21, 26-30 aprilie 2014, scris împreună cu Vlad Niculae, Marcos Zampieri și Alina Maria Ciobanu
- Authorship Identification of Romanian Texts with Controversial Paternity, Proc. LREC 2008 (International Language Resources and Evaluation, a șasea ediție), 28-30 mai 2008, Marrakech, Maroc, p. 3392–3397, împreună cu M. Popescu și A. Dinu
- Rank distance as a stylistic similarity. In Proceedings COLING 2008 (The 22nd Int. Conf. On Computational Linguistics), Manchester, p. 91-94, 18-22 august 2008, scris împreună cu Marius Popescu
- An Efficient Approach for the Rank Aggregation Problem, Theoretical Computer Science, 359, 1–3 (2006), p. 455-461, împreună cu F. Manea
- A Low-Complexity Distance for DNA Strings, Fundamenta Informaticae, 73, 3 (2006), p. 361-372, împreună cu A. Sgarro
- On the syllabic similarities of Romance languages. In Proceedings CICling 2005 (Computational Linguistics and Intelligent Text Processing, 6th International Conference), Mexico City, Mexic, LNCS 3406, p. 785-788, 13-19 februarie 2005, scris împreună cu Anca Dinu

## Proiecte
Liviu Petrișor Dinu a fost manager pentru 13 proiecte de cercetare (8 naționale și 5 internaționale) câștigate prin concurs și a făcut parte din echipele de cercetare în mai multe proiecte cu finanțare națională și internațională.

### Manager de proiect

#### Proiecte naționale
- Computational Tools for Historical Linguistics COTOHILI (Dezvoltarea de Sisteme Automate Suport pentru Lingvistica Istorică). Proiect PN-III-P4-ID-PCE-2020-1544/2020, finanțat de Romanian National Authority for Scientific Research and     Innovation, UEFISCDI (durata: 2021-2023).
- Intelligent Systems for Automatic Response Generation. Proiect 53BG/2016, finanțat de Romanian National Authority for Scientific Research and Innovation (durata: 2016-2018).
- Algorithms for the structure identification of massive graphs: computational linguistic applications and mathematical modelling of social dynamics (algoritmi pentru identificarea structurii în grafuri masive, aplicații de lingvistică computațională și modelare matematică a dinamicilor sociale). Proiect 228/1.10.2007, finanțat în cadrul programului IDEI, PN II. (durata: 3 ani).
- Multi-agent systems in establishing the paternity of texts with controversial author. Application to Romanian texts attributed to Eminescu and Sadoveanu (un sistem multi-agent de stabilire a paternității textelor cu autor incert, cu aplicații în limba română, pe texte atribuite lui Mihai Eminescu și Mihail Sadoveanu.[25] Proiect 1509/2006, finanțat în cadrul Programului de excelență în cercetare pentru tinerii cercetători, CEEX-ET, MedCANCS (durata: 2 ani).
- Analysis in linear time of DNA sequences using rank distance (Analiza în timp liniar a secvențelor ADN cu ajutorul distanței rank). Proiect 1506/2006, finanțat în cadrul Programului de excelență în cercetare pentru tinerii cercetători, CEEX-ET, MedCANCS (durata: 2 ani).
- Application of rank distance in computer science, linguistics and molecular biology (Aplicații ale distanței rank în informatică, lingvistică și biologie moleculară). Proiect 17/2008, finanțat de către Universitatea din București în cadrul programului de cercetare IDEI.
- PC Program for the identification of text paternity (program computerizat de identificare a paternității textelor). Proiect 18/2007 finanțat în cadrul concursului organizat de Uniunea Scriitorilor din România.
- Automatic word syllabication in Romanian. Applications in data base building of syllables in Romanian (program de despărțire automată în silabe a cuvintelor cu aplicații în limba română). Proiect finanțat de CNCSIS în 2004-2005, cod 217AT (durata: 1 an).

#### Proiecte internaționale
- Euromobil 2. Scopul proiectului EUROMOBIL, inițiat în 1999, a fost de a produce programe interactive multimedia de învățare a limbilor și informare pentru a susține mobilitatea studenților. EUROMOBIL 2 a fost lansat în 2005 pentru a extinde programele existente cu încă cinci noi limbe europene: franceză, cehă, poloneză, portugheză și română. Proiect 225825-CP-1-2005-1-FR-LINGUA-L2, finanțat de Uniunea Europeană, Programul Socrates, subprogramul LINGUA.[26]
- Machine Reading Comprehension for Therapeutic Trends Extraction from Scientific Publications, 2022-2023, finanțat de Accenture (SUA), filiala Dublin, Irlanda.
- Virtual simulated platform for automated coaching-testing, Proiect 2021/331382, finanțat de Innovation Norway (coordonator din partea UB), 2022-2024.
- LITHME: Language In The Human-Machine Era, COST Action CA19102, finanțat de Uniunea Europeană, 2020-2024.
- MULTI3GENERATION: MULTI-TASK, MULTILINGUAL, MULTI-MODAL LANGUAGE GENERATION (Multi3Generation) – COST Action CA18231, finanțat de Uniunea Europeană, 2019-2023.

### Membru în următoarele proiecte
- The Structure and Interpretation of the Romanian Nominal Phrase in Discourse Representation Theory: the Determiners. Manager proiect: Alexandra Cornilescu. Finanțat de UEFISCDI, proiect nr. 311/2011 (PN-II-ID-PCE-2011-3-0959).
- Genomewide study of bipolar disorder I and Guide for the genetic risk assessment for the disorder. Finanțat de ANCS, PCCA/2011, și proiectul PN-II-PT-PCCA-2011-3.2-1628. Manager proiect: Maria Grigoroiu-Șerbănescu.
- Infrastructure for a multilingual knowledge database regarding linguistic similarities between Romanian and other international languages (LINCOR), care a presupus realizarea unei infrastructuri pentru baze de cunoștințe multilingve privind corespondențe lingvistice între limba română și limbile de circulație internațională. Proiect finanțat în cadrul Programului PNCDI2, program 4-Parteneriate, 2007.
- Planning, designing and implementing linguistic applications for the analysis and processing of Romanian texts (Concepția, proiectarea și implementarea unui pachet de aplicații lingvistice pentru analiza și prelucrarea textelor scrise în limba română - PALIROM) finanțat în cadrul Programului PNCDI2, Innovation, 2007.
- Proiect PN2-Idei, manager proiect: Dr. Diana Ioniță (Facultatea de limbi străine)
- Parallel communicating automata systems for dialogue modeling (Sisteme paralele automate pentru modelarea dialogului). Proiect finanțat în cadrul Programului Cercetare de Excelență pentru tineri cercetători, CEEX-ET, MedC-ANCS (durata: 2 ani), 2005. Manager proiect: Radu Gramatovici.
- Cryptographic system with parallel architecture and evolutive keys (Sistem de criptare cu arhitectură de calcul paralelă și chei evolutive). Proiect finanțat de Agenția Spațială Română, prin Programul Securitate, 2005.
- Specification and management of simulation scenarios of socio-technical systems. A situation-theory based approach. (Specificarea și managementul scenariilor de utilizare pentru simulări ale sistemelor socio-tehnice). Proiect finantat de CNCSIS in 2004, cod 815A, comisia 2.

## Premii
În 2005, Premiul In Hoc Signo Vinces (Magna cum laude) pentru activitatea de cercetare și publicistică i-a fost acordat de către Consiliul Național al Cercetării Științifice din Învățământul Superior din România.
În 2007 i-a fost decernat Premiul Grigore C. Moisil acordat de Academia Română pentru anul 2005.
Senatul Universității din București i-a conferit în 2019 Premiul pentru cea mai bună teză de doctorat (acordat doctorandei Alina Ciobanu și conducătorului de doctorat Liviu Petrișor Dinu pentru teza intitulată „Problems of Similarity in Computational Linguistics”).